# Zbigniew Raniszewski

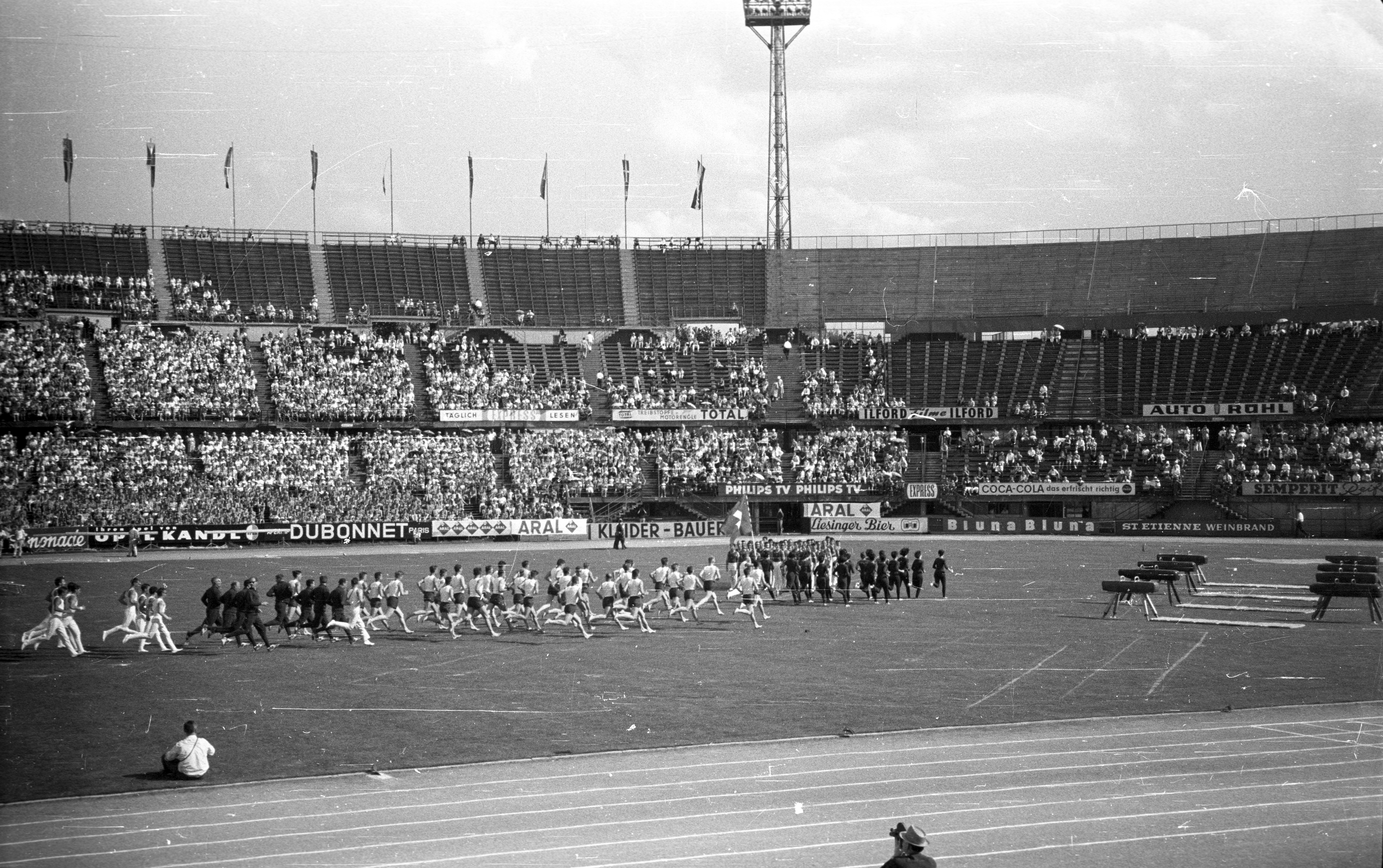
Stadion Prater w Wiedniu – widoczne są betonowe schody prowadzące na trybuny (1965)

Zbigniew Raniszewski (ur. 24 lutego 1927 w Toruniu, zm. 21 kwietnia 1956 w Wiedniu) – polski żużlowiec.
W trakcie kariery zawodnik Toruńskiego Klubu Motorowego oraz Gwardii Bydgoszcz. 

## Osiągnięcia
Brązowy medalista Indywidualnych Mistrzostw Polski z 1951 i 1955 roku, czterokrotny medalista Drużynowych Mistrzostw Polski: brązowy – 1956, srebrny – 1951, 1953 i złoty – 1955. Dwukrotny zwycięzca Kryterium Asów w Bydgoszczy (1951 i 1953).

## Śmierć
Zginął tragicznie na Stadionie Prater w Wiedniu podczas towarzyskiego meczu żużlowego Austrii z Polską, wjeżdżając rozpędzonym motocyklem w niezabezpieczone przez organizatorów betonowe schody prowadzące na trybuny. Spoczywa na cmentarzu przy ul. Wybickiego w Toruniu. Po jego śmierci w latach 1957–1963 oraz 1965–1975 i 1984 rozgrywano memoriały Zbigniewa Raniszewskiego.